# Marc Van de Mieroop
Marc Van de Mieroop, nasceu em 1956, na Bélgica. É um assiriólogo, professor de história do antigo Oriente Médio na Universidade de Columbia.
Van de Mieroop estudou até 1978 na Katholieke Universiteit Leuven, e depois, em 1980, na Universidade Yale. Ele se tornou um mestrado e depois um doutorado. Desde 1996 ele tem sido professor de história do Oriente Médio na Universidade de Columbia, em Nova York.

## Principais publicações
- A antiga cidade da Mesopotâmia (The Ancient Mesopotamian City) The Ancient Mesopotamian City. Oxford University Press, Oxford 1999, ISBN 0-19-815286-8.
- A História do Oriente Médio Antigo (A History of the Ancient Near East). Ca. 3000–323 BC. Blackwell, Oxford 2003, ISBN 0-631-22552-8.
- Rei Hamurabi da Babilônia (King Hammurabi of Babylon) Blackwell, Oxford 2005, ISBN 1-4051-2660-4